# The Black Hawk Line
The Black Hawk Line is een Nederlandse stripreeks bedacht door Jack Staller.

## Inhoud
Deze stripreeks gaat over Amerikaanse piloten tijdens de Tweede Wereldoorlog. Het hoofdpersonage Deckers is een piloot in een groep genaamd de Tigres Volants, die gebaseerd is op de Amerikaanse piloten van de Flying Tigers.

## Publicatiegeschiedenis
De bedenker Staller las in zijn jeugd graag Buck Danny. Later werd Staller een striptekenaar.
De eerste vier verhalen van deze reeks werden voorgepubliceerd in het stripblad Tintin/Kuifje tussen 1990 en 1993. Ondertussen verschenen de verhalen ook in albumvorm.
In 1993 hield het blad Tintin/Kuifje echter op met bestaan. Het vijfde en laatste verhaal verscheen in 1994 in albumvorm zonder voorpublicatie.

## Albums
Alle albums zijn geschreven en getekend door Jack Staller en werden zowel in het Nederlands als het Frans uitgegeven door uitgeverij Le Lombard.
Het derde en het vierde album verscheen in 1992 en 1993 in beperkte oplage bij Albatros.
| Nummer | Titel                      | Publicatiejaar Tintin | Uitgavejaar album |
| ------ | -------------------------- | --------------------- | ----------------- |
| 1      | Terug in China             | 1990                  | 1990              |
| 2      | In opstand                 | 1991                  | 1991              |
| 3      | In de schaduw van Fuji-San | 1991-1992             | 1992              |
| 4      | Na de oorlog               | 1992-1993             | 1993              |
| 5      | Een laatste stunt          |                       | 1994              |